# Atelothrus insociabilis
Atelothrus insociabilis är en skalbaggsart som först beskrevs av Blackburn 1878.  Atelothrus insociabilis ingår i släktet Atelothrus och familjen jordlöpare. Inga underarter finns listade i Catalogue of Life.